# وفاء شريف
وفاء شريف (9 أفريل 1986) لاعبة كرة يد تونسية.

## مواضيع ذات صلة
منتخب تونس لكرة اليد للسيدات